# Andrena crawfordi
Andrena crawfordi là một loài Hymenoptera trong họ Andrenidae. Loài này được Viereck mô tả khoa học năm 1909.